# Фелисетт
Фелисетт (фр. Félicette) — первая кошка, побывавшая в космическом пространстве (1963 год). Чёрно-белая кошка Фелисетт является единственным представителем вида, чей полёт в космос достоверно подтверждён. 

## Полёт и исследования
Запуск кошки осуществил 18 октября 1963 года французский Учебный и научно-исследовательский центр авиационной медицины (CERMA). Ракета-носитель Véronique AG1 стартовала с космодрома Хаммагир в Алжире и менее чем за 15 минут поднялась на высоту 160 км. Здесь произошло отделение капсулы с кошкой. Затем капсула на парашюте опустилась на землю, где была найдена поисковой командой.
Для контроля состояния кошки во время полёта ей в мозг были имплантированы электроды. После полёта она была доставлена в CERMA, где её изучали в течение двух-трёх месяцев. Для дальнейшего продолжения исследований она была усыплена.
Изначально, для исключения личного фактора в исследованиях, все кошки, участвовавшие в космической программе Франции, имён не имели. После полета британская пресса называла животное «астрокошкой», а затем у неё появилось имя Фелисетт.

## Память

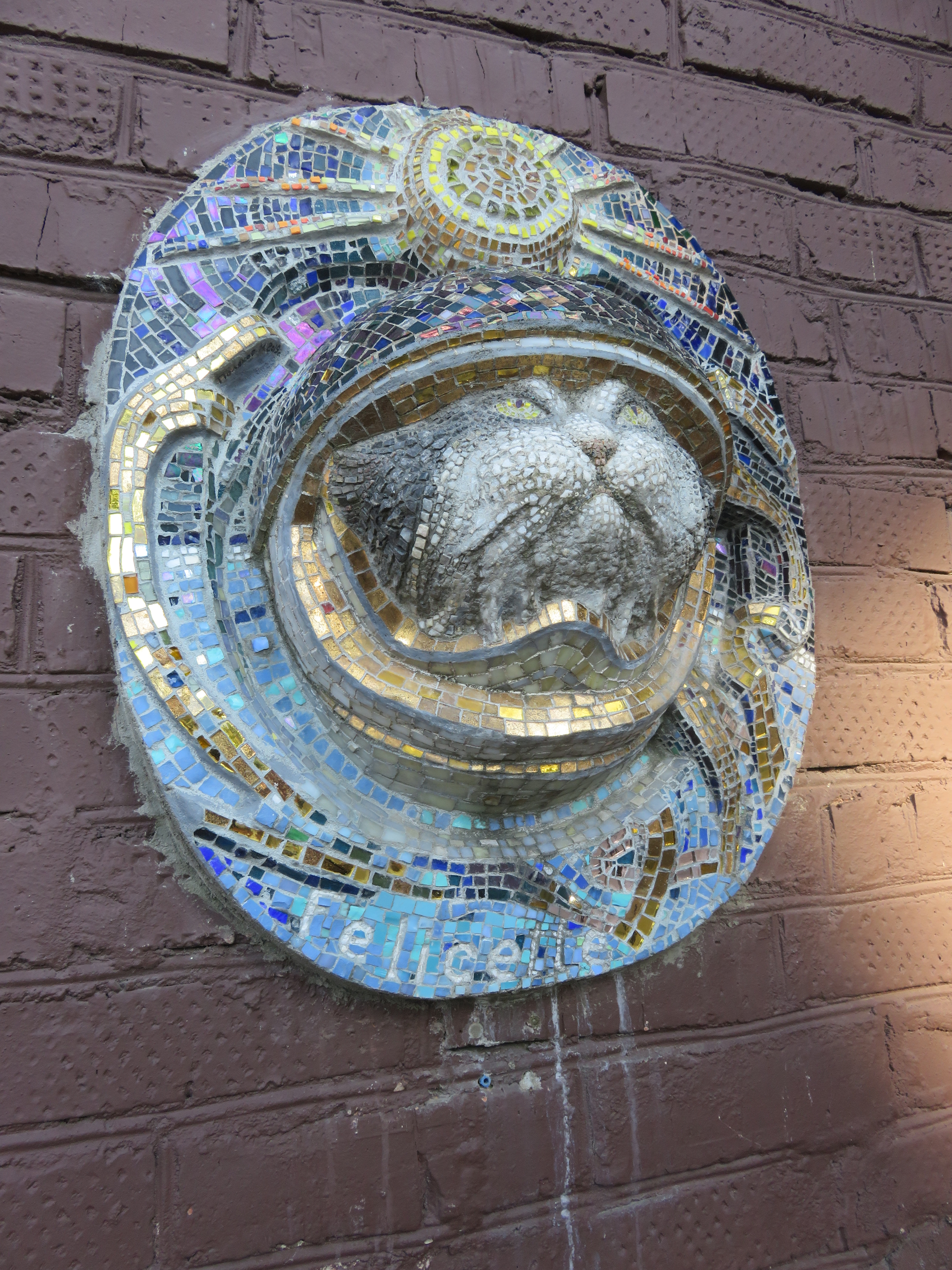
Мозаика, изображающая Фелисетт, в Дубне

- Памятник Фелисетт установлен перед Международным космическим институтом во Франции[2].
- В 2019 году на стене лофт-бара «Лимонад» в Дубне была помещена изображающая Фелисетт мозаика работы местного художника и скульптора Михаила Полякова.
- Фелисетт является одним из второстепенных персонажей видеоигры 60 Parsecs!.

## Другие кошки в космосе
24 октября 1963 года CERMA попыталась повторить запуск кошки в космос, однако на старте произошла авария ракеты-носителя. Капсулу обнаружили два дня спустя на значительном удалении от точки запуска, когда животное было уже мертво.
Широкую известность получила версия, что первым в космосе побывал кот Феликс, что в том числе нашло отражение на некоторых почтовых марках, посвящённых космическим исследованиям (Коморских островов в 1992, Чада в 1997 и Нигера в 1999). По другим версиям, Феликс сбежал из лаборатории прямо перед отправкой в космос, поэтому его место заняла Фелисетт. Подготовку к космическому полёту проходило несколько кошек, вполне возможно, что среди них был и кот, фотографии которого публиковались в газетах, однако ни одно из животных имени не имело. Единственной лабораторной кошкой, получившей имя, стала Скубиду, которой удалили имплантированные электроды из-за их повреждения, а её саму поселили в лаборатории в качестве обычного домашнего животного.